# Rentfort
Rentfort (niederdeutsch: Rennfort.) ist ein Stadtteil der nordrhein-westfälischen Stadt Gladbeck. Seit den 1960er Jahren gibt es ein Neubaugebiet namens Rentfort-Nord. Am 1. Januar 1978 wurde der Stadtteil Rentfort in die drei Stadtbezirke Alt-Rentfort, Rentfort-Nord und Schultendorf (Ost) unterteilt.
Der Name Rentfort bezeichnete wahrscheinlich eine Rinderfurt und somit die Möglichkeit zum Viehtrieb.

## Lage
Rentfort bildet den westlichen Teil Gladbecks. Der Brabecker Mühlenbach grenzt den Stadtteil im Westen und Norden zu den Bottroper Stadtteilen Kirchhellen und Grafenwald ab. Innerstädtisch ist Rentfort mit den Stadtteilen Zweckel im Nordosten, Mitte im Osten und Ellinghorst im Süden baulich verwachsen. Durch den Ortsteil fließt der Quälingsbach, der an der Berliner Straße zu einem kleinen See aufgestaut und von einem Park umgeben ist. Im Süden entspringt der Alte Haarbach, der in die Boye mündet.
Auf der Gemarkung liegt die Autobahnanschlussstelle Gladbeck der A 31, die im weiteren Verlauf zur Hauptverkehrsachse Rentforts, der Kirchhellener Straße wird, die Bottrop-Kirchhellen mit dem Stadtzentrum von Gladbeck verbindet. Eine zweite Verkehrsstraße ist die Hegestraße, die von Gladbeck-Schultendorf durch den Süden Rentforts nach Bottrop-Grafenwald führt. Daneben ist Rentfort durch eine Reihe von Buslinien erschlossen.
Direkt an der Grenze Rentfort zum Stadtteil Mitte liegt der Bahnhof Gladbeck West. Neben einem 15-Minuten-Takt nach Bottrop Hbf, Essen-Borbeck, Essen West, Essen Hbf (nächster Fernbahnhof) und Essen-Steele (realisiert durch die Linien RE 14 und S 9) bestehen Direktverbindungen zur Kreisstadt Recklinghausen und nach Haltern am See, Wuppertal, Hagen, Dorsten, Borken und Coesfeld.
Rentfort liegt rund 60 Meter über dem Meeresspiegel. Während der Ort im Norden und Westen von Wiesen geprägt ist, dominiert im Osten das Industriegelände der ehemaligen Zeche Zweckel und des Phenol-Chemiewerks, während sich im Süden das Werk der Flachglas AG (Delog-Detag) befindet.

## Geschichte

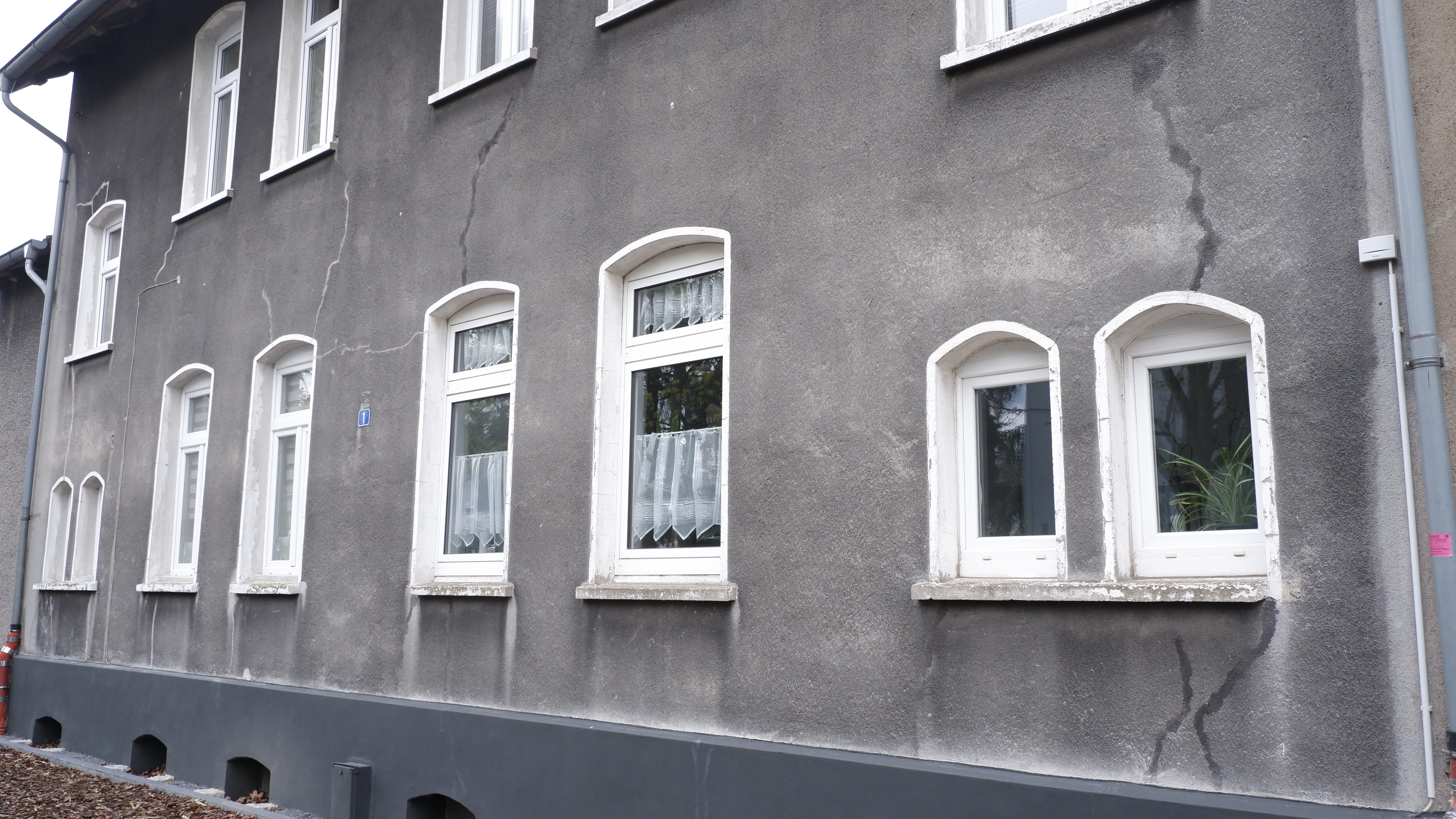
Zechenkolonie an der Kampstraße: Haus mit Bergschäden

Rentfort gehörte neben Zweckel, Ellinghorst, Butendorf und Brauck zu den Gladbecker Bauerschaften. Politisch war die Bauerschaft zunächst dem Vest Recklinghausen zugehörig und hatte vor allem unter den Auseinandersetzungen zwischen Kurköln und den Grafen von Kleve zu leiden, aber auch unter den wiederkehrenden Epidemien. Im Rahmen der napoleonischen Neuordnung kam Rentfort 1803 zunächst an das Herzogtum Arenberg und 1811 an das Großherzogtum Berg, wobei Rentfort mit Zweckel und Ellinghorst der Mairie Kirchhellen untergeordnet und damit von den übrigen Bauerschaften getrennt wurde. 1815 wurde der Ort preußisch und 1821 die Trennung der Bauerschaften rückgängig gemacht.
Während die Industrialisierung im Stadtzentrum Gladbecks bereits in den 1870er Jahren Einzug hielt, bewahrte Rentfort zunächst noch weitgehend seinen ländlichen Charakter; die Ausdehnung der Ruhrkohlezechen nach Norden erreichte aber zu Beginn des 20. Jahrhunderts auch den Norden Gladbecks, sodass 1908 am östlichen Rand von Rentfort die Zeche Zweckel eingerichtet wurde. Es kam zu einer stetig steigenden Bevölkerungsentwicklung und zu einem entsprechenden Ausbau der Infrastruktur. 1919 erhielt Gladbeck Stadtrechte und Rentfort wurde so zu einem Stadtteil. 1921 endete auch die Zugehörigkeit zum Landkreis Recklinghausen. Bis 1922 stellte eine Ziegelei in Rentfort Dachziegel her.
Im Zweiten Weltkrieg wurde Gladbeck und damit auch Rentfort als Zentrum der Schwerindustrie stark zerstört. Im Rahmen des Wiederaufbaus entstand in den 1960er Jahren ein modernes Neubauviertel als Rentfort-Nord.
Im Geschäftszentrum Rentfort-Nord an der Schwechater Straße (das Hauptgebäude wurde im Zuge eines Stadtumbauprojekts abgerissen) wurde am 16. August 1988 eine Filiale der Deutschen Bank überfallen. Die beiden aus Gladbeck stammenden Täter Hans-Jürgen Rösner und Dieter Degowski nahmen Geiseln und flüchteten durch West- und Norddeutschland sowie den Niederlanden. Drei Menschen kamen im Verlauf der Geiselnahme ums Leben (siehe Geiselnahme von Gladbeck).

## Kirchen

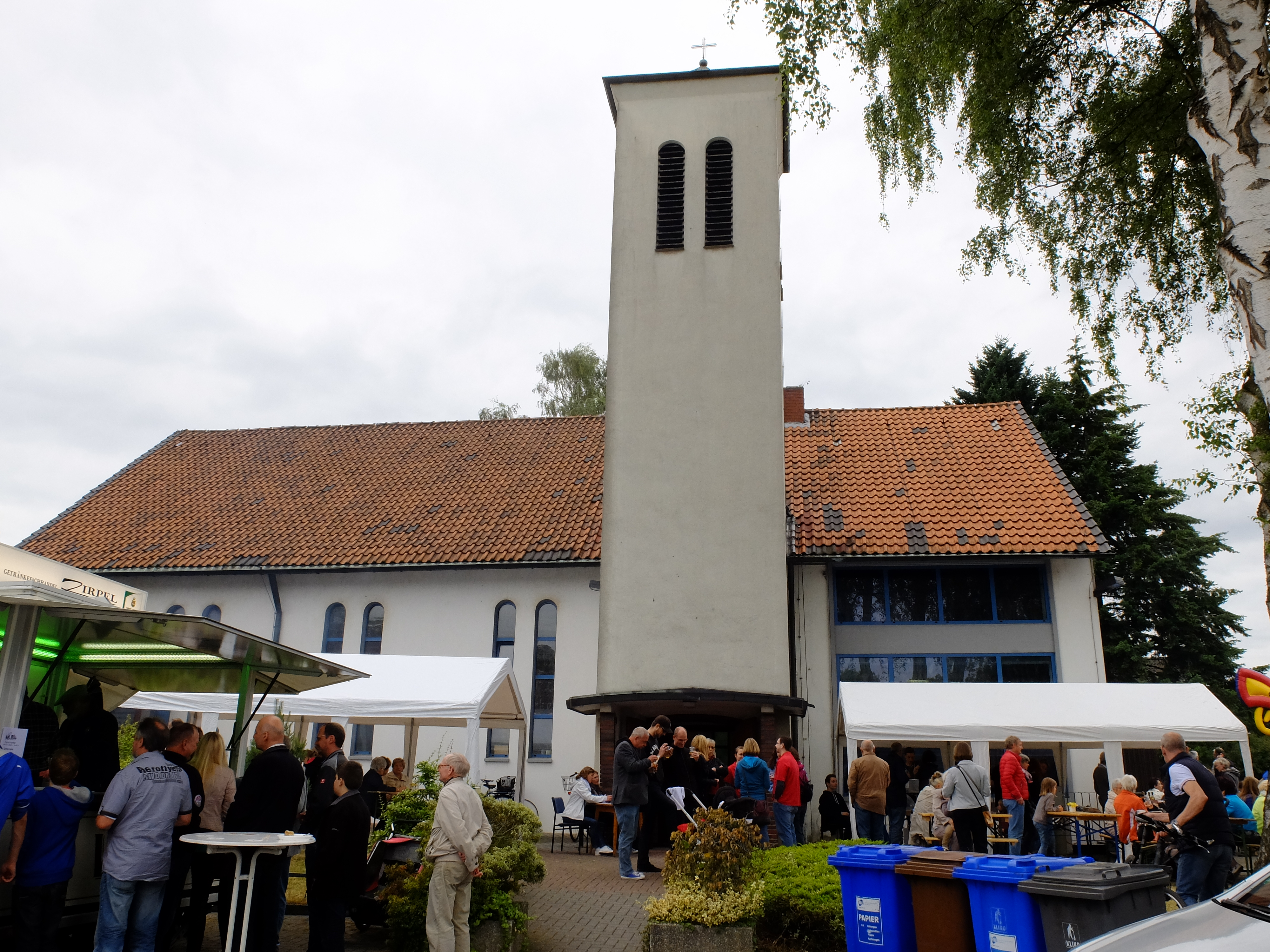
Letztes Gemeindefest in der Martin-Luther-Kirche, 2015

Die katholische Kirche St. Josef, Hegestraße 146, unweit des Rentforter Friedhofs wurde 1908 geweiht und 1914 zu einer selbständigen Pfarrei erhoben. 1934 erfolgte die Grundsteinlegung für einen Neubau (Architekt Josef Franke), der 1935 vollendet und vom Münsteraner Bischof Clemens August Graf von Galen geweiht wurde. Vervollständigungen dauerten bis 1937. Im Zweiten Weltkrieg wurde die Kirche durch Luftangriffe beschädigt, konnte aber weiter benutzt werden. Der Bau verfügt über einen Altar mit der Darstellung des brennenden Dornbuschs, einen Ambo mit dem Stab des Josef, sowie eine von Ernst Rasche gefertigte Statue des Hl. Antonius.
Die Alt-Rentforter Kirche (ehemals evangelische Martin-Luther-Kirche) ist ein einschiffiger Bau mit einem kleinen, südlich angebauten Kirchturm. Nach Entwidmung durch die evangelische Kirche wird das Gebäude seit 2014 überwiegend für kulturelle Veranstaltungen genutzt; seit September 2016 finden dort auch Gottesdienste der Reformierten Freikirche statt. Inzwischen wird das Kirchengebäude privat als Kunstatelier genutzt. In der Nähe hat die evangelische Gemeinde gemeinsam mit St. Josef einen Friedhof.
Die moderne katholische Kirche St. Franziskus liegt im Neubaugebiet Rentfort-Nord. Sie gehört seit dem 1. September 2007 als Filialkirche zur Gemeinde St. Josef.

## Freizeit und Vereine

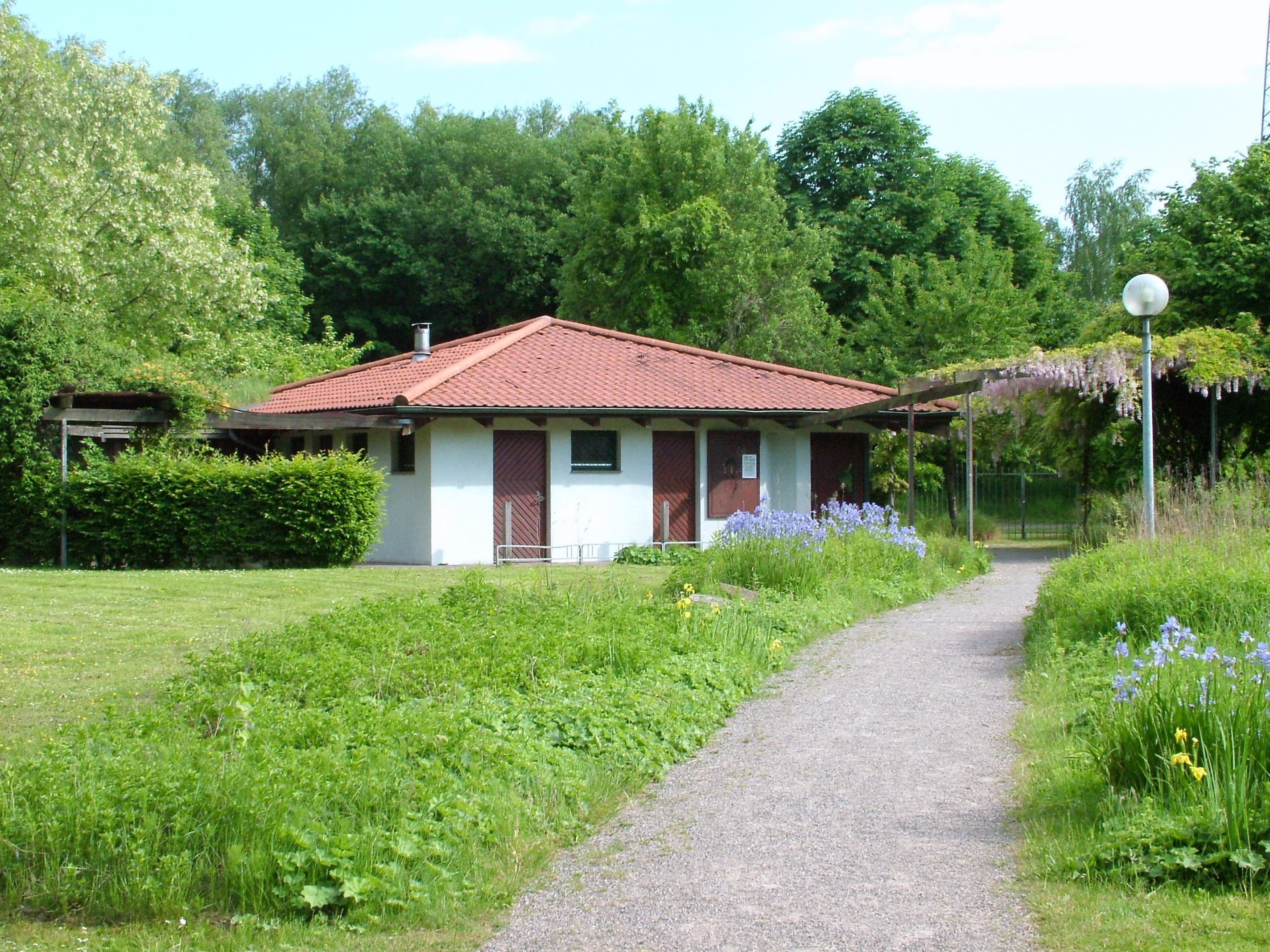
Stadtgartenhaus

Der Rentforter Stadtpark (Schwechater Straße) kann zu Sport, Spiel und Spaziergängen genutzt werden. Über Verbindungswege ist der Rentforter und Zweckeler Wald angebunden.
An den Rentforter Stadtpark schließt sich in westlicher Richtung der Park am Quällingsteich an.
1946 wurde der BV Rentfort gegründet, ein Fußballverein, dessen 1. Mannschaft in der Bezirksliga spielt und bei dem Julian Draxler mit dem Fußballspiel begann. Der Sportplatz ist seit seiner Fertigstellung im Sommer 2009 der erste Kunstrasenplatz in Gladbeck.
In diesem Zusammenhang sei der Sportplatz an der Enfieldstraße erwähnt. In direkter Nachbarschaft befinden sich Tennisplätze. Eine angrenzende Sporthalle wurde im Oktober 2021 durch einen Brand zerstört.
An der Johowstraße gibt es eine Stadtgartenanlage mit Stadtgartenhaus.

## Bildung und Jugendarbeit

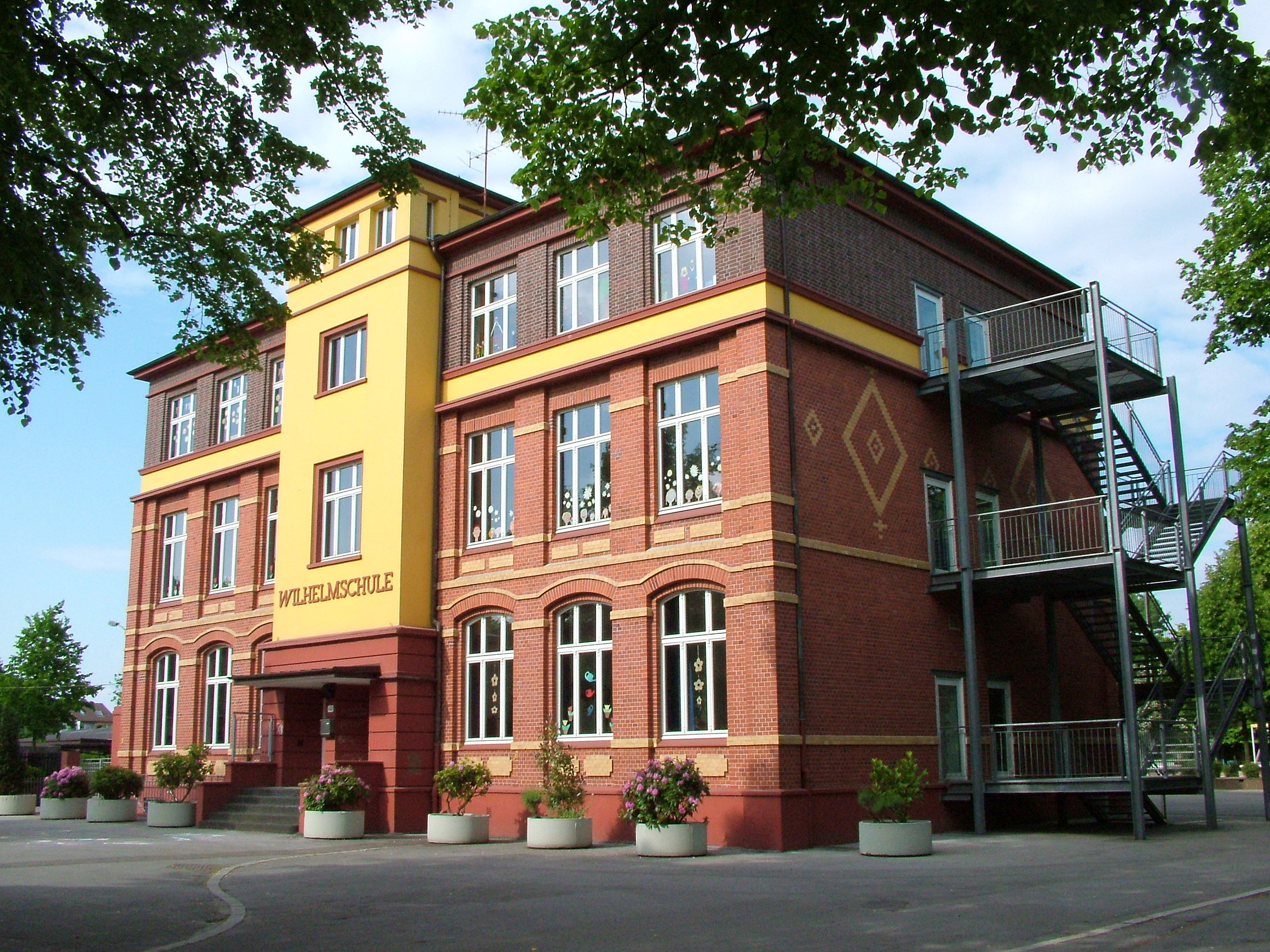
Wilhelmschule aus dem Jahre 1910

Rentfort verfügt über drei Kindergärten, zwei Grundschulen (katholische Josef-Schule und Gemeinschaftsgrundschule Wilhelmschule), sowie die Ingeborg-Drewitz-Gesamtschule in Rentfort-Nord mit 1.300 Schülerinnen und Schülern. Außerdem existiert eine Filiale der Rheinisch-Westfälischen Sprachschule.
Am 11. Oktober 1878 beschloss der Gemeinderat in Gladbeck, eine zweite Schule im Gemeindegebiet einzurichten. Die einklassige katholische Grundschulte St. Josef nahm 1880 ihren Betrieb auf. Sie war die zweitälteste der Stadt. Der Gemeinderat hatte für den Bau der Schule eine Anleihe von 19.000 Mark aufgenommen. 1913 wurden in neun Klassen bereits 561 Kinder unterrichtet. Durch die Einrichtung der Zeche Graf Moltke I/II stieg die Zahl der Bergleute mit ihren Familien, die in Rentfort wohnten. 1892 wurde die Schule räumlich erweitert. 1923 wurden die Schulkinder wegen der Besatzungstruppen an der Hegestraße ausquartiert. 1939 erfolgte die Umbenennung in „Weddigen Schule“, nach einem U-Boot-Kommandanten aus dem Ersten Weltkrieg. Nach Bombentreffer und Plünderung 1945 ging es 1947 wieder aufwärts. 1968 wurde im Rahmen der Neuordnung des Schulwesens in NRW die Josefschule als katholische Grundschule geführt. Im Jahr 2010 unterrichteten 13 Lehrkräfte 260 Kinder.
Die Wilhelmschule entstand 1910 als zweite Volksschule in Alt-Rentfort und versorgte auch Ellinghorst. Im Nationalsozialismus wurde sie eine „deutsche Schule“ (Gemeinschaftsschule). 1939 belegten Wehrmacht sowie Sicherheits- und Hilfsdienst die Schule, wie auch fünf andere Gladbecker Volksschulen. Schüler wurden ausquartiert, doch in Wechselschichten ging der Unterricht weiter. Im Juli 1943 wurden alle Gladbecker Schulen für den Unterricht geschlossen. 1945 half die Wilhelmschule der Josefschule mit ihren Räumlichkeiten aus. Der Bombenkrieg hatte vier Gladbecker Volksschulen schwer beschädigt. Im Herbst 1945 wurde der Unterricht an der Wilhelmschule fortgesetzt. Die Adresse der Wilhelmschule ist heute Kampstr. 29. Sie fungiert als Gemeinschaftsgrundschule.
Im Souterrain der Ingeborg-Drewitz-Gesamtschule und anderen Standorten ist der Freizeittreff Rentfort-Nord aktiv, eine Einrichtung der Stadt Gladbeck.
Hinter der Kirche St. Josef befindet sich in der ersten Etage des Gemeindehauses das Jugendheim TOT St. Josef.

## Wirtschaft
In den Jahren 1908 bis 1963 war die Steinkohleförderung der Zeche Zweckel die wichtigste Lebensgrundlage des Ortes. Mit der Schließung der Zeche kam es zu gravierenden Strukturproblemen und zu einer Umorientierung auf den Dienstleistungssektor. Heute ist Rentfort durch klein- und mittelständische Betriebe geprägt. Derzeit entsteht im so genannten Innova-Park Wiesenbusch im Südwesten des Ortes unweit der Autobahn ein Gewerbegebiet für Zukunftstechnologien.

## Verkehr
Die VRR-Buslinien SB36, 253, 254, 256 und 258 bedienen Rentfort.
| Linie | Verlauf | Takt (Mo–Fr)                                                  | Betreiber            |
| ----- | --- | ------------------------------------------------------------- | -------------------- |
| SB36  | Gelsenkirchen Hbf – Musiktheater – Schloß Horst – Gelsenkirchen-Horst, Buerer Str. – Gladbeck-Rosenhügel Hunsrückstr. – Brauck – Butendorf – Gladbeck Oberhof – Gladbeck Goetheplatz – Gladbeck West Bf – Rentfort – Bottrop-Kirchhellen (abends sowie sonn- und feiertags nur zwischen Schloß Horst und Bottrop-Kirchhellen) | 20 min                                                        | Bogestra / Vestische |
| 253   | Gelsenkirchen-Horst, Buerer Str. – Schloß Horst – Brauck – Butendorf – Gladbeck Marktplatz – Gladbeck Oberhof – Gladbeck Goetheplatz – Gladbeck West Bf – Rentfort Am Park – Tunnelstr. – Zweckel Markt − Zweckel Mitte/Bf Ab Zweckel Mitte/Bf weiter als Linie 254 in Richtung Gladbeck Oberhof                              | 30 min                                                        | Vestische            |
| 254   | Rentfort Am Park – Margaretenstr. – Ellinghorst – Gladbeck Marktplatz – Gladbeck Oberhof – Gladbeck Goetheplatz – Gladbeck West Bf – Schultendorf – Zweckel – Zweckel Mitte/Bf Ab Zweckel Mitte/Bf weiter als Linie 253 in Richtung Rentfort, abends als TaxiBus zwischen Gladbeck Oberhof und Zweckel Mitte/Bf               | 30 min                                                        | Vestische            |
| TB256 | Taxibus: Gladbeck West Bf – Rentfort – (Ellinghorst Kaufpark – Bottrop-Eigen) / Bottrop-Grafenwald | 30 min (Gladbeck–Rentfort) 60 min (Rentfort–Eigen/Grafenwald) | Vestische            |
| 258   | Rentfort Margaretenstr. – Rentfort Markt – Gladbeck West Bf – Gladbeck Goetheplatz – Gladbeck Oberhof – Butendorf – Brauck – Rosenhügel Hunsrückstr. – Schloß Horst – Gelsenkirchen-Horst, Buerer Str. | 20 min                                                        | Vestische            |

## Bevölkerung
Nach der Einwohnerstatistik der Stadt Gladbeck lebten am 30. Juni 2018 in Alt-Rentfort 4440 Einwohner, in Rentfort-Nord 7871 Einwohner und in Schultendorf 2351 Einwohner.